# La Visitation-de-Yamaska
La Visitation-de-Yamaska è un comune del Canada, situato nella provincia del Québec, nella regione di Centre-du-Québec.